# La Cofradía, Durango
La Cofradía är en ort i Mexiko.   Den ligger i kommunen Mezquital och delstaten Durango, i den centrala delen av landet, 700 km nordväst om huvudstaden Mexico City. La Cofradía ligger 1 960 meter över havet och antalet invånare är 108.
Terrängen runt La Cofradía är bergig västerut, men österut är den kuperad. Runt La Cofradía är det mycket glesbefolkat, med 3 invånare per kvadratkilometer. Närmaste större samhälle är Santa María Magdalena de Taxicaringa, 13,5 km norr om La Cofradía. I omgivningarna runt La Cofradía växer huvudsakligen savannskog.